# L'attore (romanzo)
L'attore è un romanzo di Mario Soldati, pubblicato per la prima volta nel 1970. Lo stesso anno, ha vinto il Premio Campiello.
Il libro è stato tradotto in spagnolo, tedesco, ungherese, polacco, ceco, francese, bulgaro, estone e rumeno.

## Trama
La storia è narrata in prima persona e, dai riferimenti a cinema, teatro e televisione, questo "io narrante" sembra essere lo stesso Mario Soldati, benché ciò non sia mai esplicitato.
Tutto comincia con un viaggio da Milano a Roma, dove il protagonista deve concludere un contratto per la televisione. Durante il volo, gli torna in mente un attore di nome Enzo Melchiorri, la cui amicizia lo aveva soccorso venticinque anni prima, durante la seconda guerra mondiale. Allora il narratore decide di rinnovare quell'antico legame e il caso vuole che Melchiorri sia effettivamente a Roma. I due si incontrano con emozione e Melchiorri confessa di essere in cattive acque, perché la moglie perde somme ingenti nei casinò e la coppia si è ormai ridotta al solo possesso di una villetta ipotecata a Bordighera. Perciò Melchiorri non esita a chiedere lavoro all'amico; infatti da tempo non recita più e non ha alcun altro mezzo per riproporsi.
Il protagonista è convinto di riuscire a far rientrare l'amico nel mondo dello spettacolo, anche perché, dovendo più volte recarsi a Cannes, potrà visitare con agio la villetta di Bordighera. Ma il ménage di Melchiorri, a mano a mano che la vicenda prosegue, si rivela alquanto complesso e torbido. Licia, moglie di Melchiorri, gioca e spende perché trascurata dal marito, che non manca di tradirla con le varie persone di servizio assunte da lei. Il cliché si ripete uguale ad ogni licenziamento delle cameriere: pare che tutte abbiano il potere di far girare la testa a Melchiorri.
La cosa è tanto risaputa che un piccolo gangster di nome Nicky Argenta è riuscito a porre in casa dei Melchiorri una sua protetta, come cameriera; la giovane è proveniente dalla Corsica e tiene in mano marito e moglie, i quali sono del tutto ignari della manovra. Dal canto suo, il protagonista ha dei sospetti, avendo incontrato Argenta e la ragazza (Giovanna) in un casinò a Cannes. Egli sa che Licia ha contratto debiti altissimi verso un ignoto prestasoldi, senza che Melchiorri ne sappia nulla. Comprende anche che Giovanna ha un rapporto di complicità con Licia, sotto l'apparenza del distacco.
Tuttavia, confidandosi con l'amico, Melchiorri confessa di aver manovrato a sua volta perché le cameriere prestassero soldi a Licia, che pensava lui a procurare; quindi egli conosce meglio di chiunque la voragine economica che deriva dal vizio di Licia, perché l'ha abilmente alimentata. Finché un giorno in cui Melchiorri si trova a Roma per un provino, arriva una chiamata dei carabinieri di Bordighera, con la richiesta di presentarsi subito a casa. Contemporaneamente Licia è andata a Trieste da una sorella con cui non aveva rapporti da decenni. Così il narratore si organizza per accompagnare Melchiorri e ne raccoglie tutte le confessioni in aereo.
Giunti a Bordighera, i due scoprono che Giovanna è morta, vittima di piogge alluvionali che hanno allagato la zona, finendo in mare a bordo della sua automobile. Gli investigatori pensano a un incidente, invece Melchiorri e l'amico pensano ad un atto omicida di Licia, che poi si sarebbe dileguata. Dello stesso parere è Argenta, apparso improvvisamente, pronto ad allungare la sua mano su Melchiorri. Dal canto suo, Enzo Melchiorri comprende di essere la causa prima di questo omicidio, avendo istigato Giovanna (e altre prima di lei) a fornire Licia di denaro, alla restituzione del quale, potevano trattenere una parte; istigando quindi la cupidigia dell'una e delle altre, Melchiorri ha passato il segno e Licia merita solo compassione.
Qui il narratore si ritira e Argenta prende in mano la situazione, sistemando Licia con un modesto assegno e tenendo con sé Melchiorri, della cui abitazione si è appropriato. Argenta dà grandi feste e si avvale dei servizi di Melchiorri come di un vecchio maggiordomo. Dal canto suo, l'attore si rifugia nell'idea che tutto sia un palcoscenico in cui, per quanto modesta, c'è una parte anche per lui.

## Edizioni
- Mario Soldati, L'attore, Mondadori, Milano 1970;
- Mario Soldati, L'attore, introduzione di Giovanni Raboni, A. Mondadori, Milano 1975;
- Mario Soldati, L'attore, introduzione di Salvatore Silvano Nigro, nota al testo di Stefano Ghidinelli, Oscar Mondadori, Milano 2007;
- Mario Soldati, L'attore, Bompiani, Milano 2017;